# Germano di Parigi
Germano di Parigi (in francese Germain, in latino Germanus; Autun, fine del V secolo – Parigi, 28 maggio 576) fu vescovo di Parigi dal 555 fino alla morte ed è considerato santo dalla Chiesa cattolica.

## Biografia
Germano nacque alla fine del V secolo ad Autun da una famiglia benestante. Fu un uomo di buoni studi, divenne sacerdote e poi abate nell'Abbazia di San Sinforiano ad Autun. Nel 555 per volere di re Childeberto divenne vescovo di Parigi.
Nel 558 o 559 consacrò una chiesa dedicata a San Vincenzo di Saragozza con annesso monastero.
Viene a lui attribuito nella sua prima stesura il rito gallicano in uso in varie parti d'Europa fino alla Riforma dell'XI secolo di Gregorio VII nel IX secolo. 
Un rito gemello del  rito ambrosiano usato a Milano e sopravvissuto con il rito mozarabico in Spagna alla imposizione dell'unico rito romano a tutta l'orbe dipendente dal Papato.
Nella sua struttura mantiene un legame liturgico con i riti delle Chiese mediorientali e in particolare quella siriaca.
Morì nel 576 e venne seppellito dapprima nella cappella di San Sinforiano. Nel 756 il corpo verrà traslato nella chiesa di san Vincenzo, che da allora prenderà il nome di Saint-Germain-des-Prés.
Ad abbellire il suo sepolcro contribuì nel VII secolo Sant'Eligio.

## Culto
Viene festeggiato il 28 maggio, ed è patrono dell'Arcidiocesi di Rimouski, in Canada.

## Miracoli
Gli si attribuiscono miracoli in favore di poveri, detenuti, vittime di incendi e malati.